# Dioxyde de molybdène
Pour les articles homonymes, voir Oxyde de molybdène.
Le dioxyde de molybdène, ou oxyde de molybdène(IV), est un composé chimique de formule MoO2. Il s'agit d'un solide cristallisé dans le système monoclinique selon le groupe d'espace P21/c avec comme paramètres cristallins a = 558,4 pm, b = 484,2 pm, c = 560,8 pm et β = 120,49°. On le trouve dans le milieu naturel sous la forme d'un minéral rare, la tugarinovite (en). Sa structure cristalline est de type rutile déformé dans laquelle les octaèdres sont déformés en alternant des liaisons Mo−Mo longues et courtes ; les liaisons Mo−Mo courtes ont une longueur de 251 pm, ce qui est inférieur à longueur de liaison métallique Mo−Mo dans le molybdène métallique, qui vaut 272,5 pm. Cette liaison est complexe et implique la délocalisation de certains électrons de la bande de conduction, d'où une conductivité électrique de type métallique.
On peut l'obtenir par réduction du trioxyde de molybdène MoO3 avec du molybdène pendant 70 heures à 800 °C ; l'oxyde de tungstène(IV) WO2 est préparé de la même manière :
2 MoO3 + Mo ⟶ 3 MoO2.
Il peut également être produit par réduction de MoO3 par H2 ou NH3 en-dessous de 470 °C.
On peut former des monocristaux par transport chimique (en) à l'aide d'iode I2, qui convertit réversiblement le MoO2 en l'espèce volatile MoO2I2 à travers un gradient de température de 900 à 700 °C.
Du MoO2 est produit lors du traitement industriel du disulfure de molybdène MoS2 :
2 MoS2 + 7 O2 ⟶ 2 MoO3 + 4 SO2 ;
MoS2 + 6 MoO3 ⟶ 7 MoO2 + 2 SO2 ;
2 MoO2 + O2 ⟶ 2 MoO3.
Le dioxyde de molybdène a été utilisé comme catalyseur de déshydrogénation des alcools et de reformage d'hydrocarbures et de biogazole. Des nanofils de molybdène ont été produits en réduisant le MoO2 déposé sur du graphite. Le dioxyde de molybdène a également été étudié comme matériau d'anode pour accumulateur lithium-ion,.